# Brug 1458
Brug 1458 is een civiel kunstwerk in Amsterdam-Zuidoost.
Deze voetgangers- en fietsbrug is bedoeld als vaste brug in het gebied rondom de Hogehilweg en Metrostation Bullewijk. Ten westen van het dijklichaam waarop de metrolijn 54 (Geinlijn) ligt, werd een afwateringstocht/molenwetering gegraven voor afvoer van overtollig water. Dirk Sterenberg van de Dienst der Publieke Werken ontwierp voor deze omgeving een drietal bruggen; twee houten en een betonnen. Brug 1458 is de betonnen brug. De twee houten bruggen (brug 1457 en brug 1459) werden in 2017/2018 gesloopt en vervangen door bruggen van composiet. De gehele buurt en infrastructuur werden in die jaren aangepakt in verband met de aanleg van Spoorpark. Brug 1458 lag over een afwateringstocht die buiten de benodigde aanpassingen viel.
De brug is naar Sterenbergs ontwerp uitgevoerd in de kleuren rood (balusters, zijnde verticale lijnen), blauw (balustrades/leuning, horizontale lijnen) en lichtgrijs (borstweringen, pijler en juk). De brug is van borstwering tot borstwering 17,80 m lang terwijl het onderliggende water slechts 10 meter breed is, verdeeld in twee doorvaarten. De brug steunt op betonnen landhoofden, brugpijlers en een juk van hetzelfde materiaal.

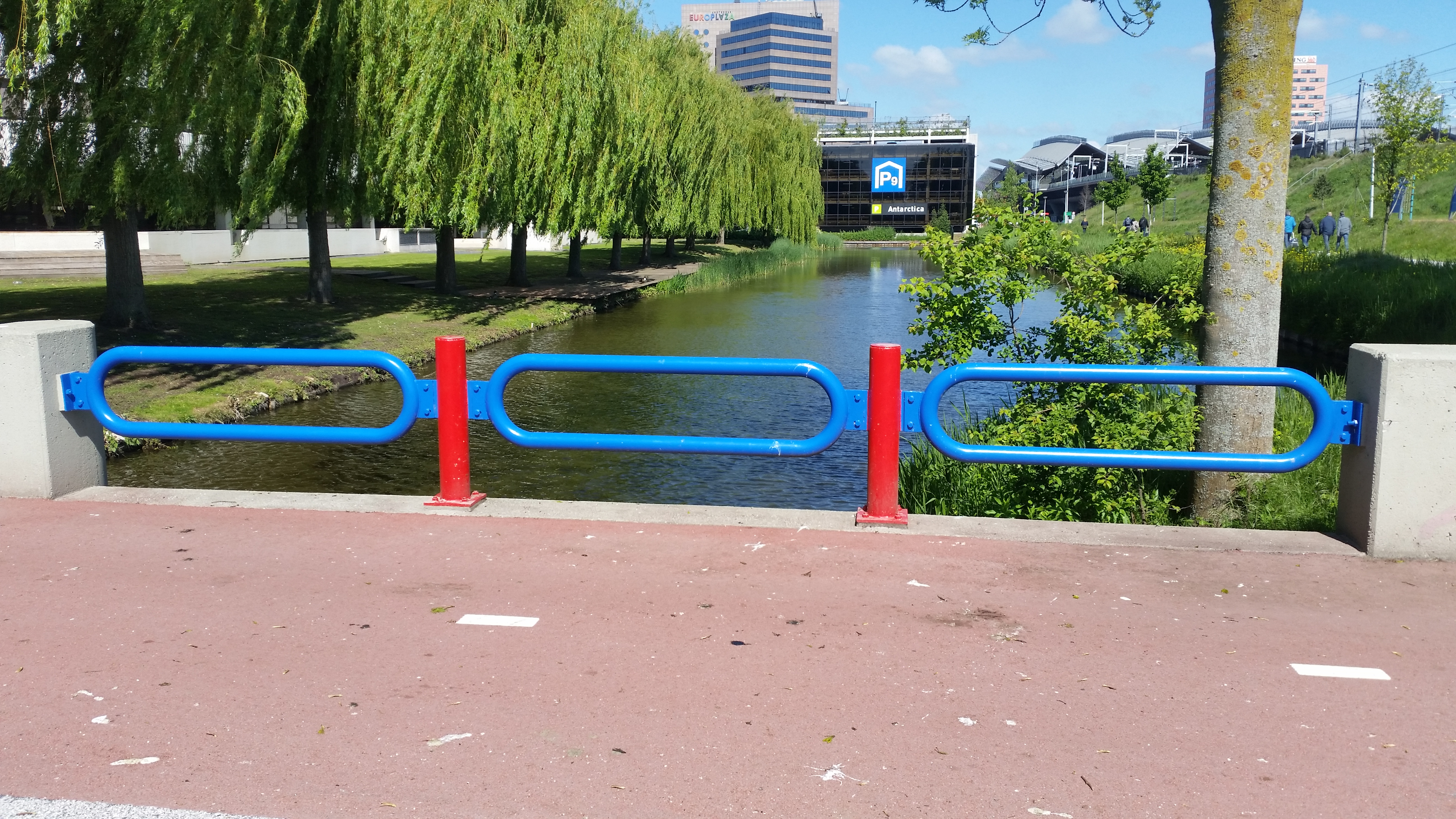
Leuningen, balusters en borstweringen; rechts Station Amsterdam Bijlmer ArenA (mei 2019)

1431 · 1432 · 1438 · 1439 · 1444 · 1445 · 1446 · 1447 · 1448 · 1449 ·  1450 · 1451 · 1452 · 1453 · 1454 · 1455 · 1456 · 1457 · 1458 · 1459 · 1461 · 1462 · 1463 · 1464 · 1465 · 1466 · 1471 · 1472 · 1473 · 1477 · 1478 · 1479 · 1482 · 1483 · 1484 · 1485 · 1486 · 1487 · 1488 · 1489 · 1490
Overige brugnummers niet vergeven of gesloopt (gegevens 2022).